# Nationaal Coördinator Terrorismebestrijding en Veiligheid
Der Nationaal Coördinator Terrorismebestrijding en Veiligheid (NCTV, deutsch: Nationaler Koordinator für Sicherheit und Terrorismusbekämpfung) ist die wichtigste niederländische Einheit zur Terrorismusbekämpfung. Sie wurde im Januar 2005 als Nationaal Coördinator Terrorismebestrijding (NCTb) gegründet; im Oktober 2012 wurde die Einheit erweitert und umbenannt. Das NCTV untersteht dem Minister für Justiz und Sicherheit. Es ist für die Sicherheit der Zivilluftfahrt und die Cybersicherheit zuständig und analysiert auch terroristische Bedrohungen, um den Bedrohungsgrad (minimal, begrenzt, erheblich oder kritisch) in den Niederlanden zu bestimmen. Dabei arbeitet sie eng mit dem Allgemeinen Nachrichten- und Sicherheitsdienst (AIVD) und dem Militärischen Nachrichten- und Sicherheitsdienst (MIVD) zusammen.

## Leitung
Die Leitung des NCTV wird vom Minister für Inneres und Königreichsbeziehungen nach Zustimmung des Ministerrats ernannt, wie jeder höhere Beamte in den Niederlanden. Die folgenden Personen waren als Leiter des Referats Nationaal Coördinator Terrorismebestrijding en Veiligheid tätig:
- Tjibbe Joustra (27. April 2004 – 1. Januar 2009);
- Erik Akerboom  (1. April 2009 – 1. Dezember 2012);
- Dick Schoof (1. März 2013 – 19. November 2018);
- Pieter-Jaap Aalbersberg  (seit 1. Februar 2019).[5]